# Frauenkappelen
Frauenkappelen là một đô thị ở huyện Laupen ở bang Bern ở Thụy Sĩ. Đô thị này có diện tích 9,3 km², dân số năm tháng 12 năm 2018 là 1240 người.